# Jay Garrick
Jay Garrick is een personage uit de strips van DC Comics. Hij was de eerste superheld met de naam Flash. Hij werd bedacht door Gardner Fox en Harry Lampert.

## Biografie
Jason Peter Garrick was in 1940 een student aan een hogere school. Op een avond viel hij in slaap in zijn laboratorium, en ademde hierdoor per ongeluk wat hard water in. Dit activeerde een tot dusver recessief metahumangen, en gaf Jay bovenmenselijke snelheid en reflexen. Na deze nieuwe krachten eerst een tijdje te hebben gebruikt voor een footballcarrière, besloot Jay een held te worden. Hij maakte een kostuum bestaande uit onder andere een rood shirt met daarop een bliksem, en een metalen helm met vleugels (gebaseerd op de Romeinse god Mercurius). Hij nam de identiteit van de Flash aan.
Zijn eerste zaak was het bevechten van de Faultless Four, een groep chanteurs. Als Flash werd Jay al snel lid van de Justice Society of America, waar hij goede vrienden werd met Alan Scott, alias de Green Lantern. Bij de Justice Society was Flash de eerste voorzitter.
In 1951 sloot Jay zich aan bij de All-Star Squadron. Bij dit team bevocht hij de schurk Ian Karkull, die Jay en enkele anderen infecteerde met een speciaal soort energie die hun veroudering vertraagde.
In 1961 ontmoette Jay Barry Allen, de Flash uit een parallel universum. Na het verhaal Crisis on Infinite Earths smolten verschillende parallelle werelden samen tot 1, waardoor Jay in Barry Allens wereld belandde.
Jay was nog steeds actief als Flash in de 21e eeuw. Door zijn vertraagde veroudering was hij lichamelijk ergens rond de 50 jaar oud, terwijl hij chronologisch al in de 90 was. Hij werkt momenteel voor de hervormde Justice Society of America.

## Krachten en vaardigheden
Als Flash beschikt Jay over bovenmenselijke snelheid en reflexen. Hij kan ook een aura creëren dat voorkomt dat zijn lichaam en kleding worden beschadigd door de luchtwrijving bij hoge snelheden.
Jays snelheid is in de loop der jaren veranderd. Ooit kon hij snelheden bereiken tot lichtsnelheid. De bron van zijn kracht was de Speed Force. Toen de Speed Force werd geabsorbeerd door Bart Allen was Jays topsnelheid slechts geluidssnelheid. De reden dat Jay niet zijn gehele supersnelheid verloor was omdat hij door zijn metahumangen ook al over supersnelheid beschikte.

## In andere media
- In de serie Justice League verscheen in de aflevering "Legends" een personage met de naam The Streak. Deze Streak was duidelijk gebaseerd op Jay Garrick.
- Jays helm was te zien in een Flash-museum in de serie Justice League Unlimited.
- In de serie Smallville gebruikte de Bart Allen Flash de naam “Jay Garrick” als een alias.
- Samen met andere versies van de Flash, speelt Jay Garrick een paar keer mee in de serie Batman: The Brave and the Bold.
- Jay Garrick is een bijpersonage in de serie Young Justice, waarin hij reeds gepensioneerd is.
- Jay Garrick speelt een rol in seizoen 2 van de tv-serie The Flash, waarin de rol wordt vertolkt door Teddy Sears. In deze serie is hij afkomstig vanuit een parallel universum genaamd Earth-2, waarin hij en niet Barry de Flash werd. Hij is per ongeluk in Barry's wereld beland als gevolg van het zwarte gat aan het eind van seizoen 1, en heeft daarbij zijn krachten verloren. Hij wordt Barry's nieuwe mentor, totdat blijkt dat hij in werkelijkheid de superschurk Zoom is. Zijn echte naam is Hunter Zolomon, en hij heeft de identiteid van Jay Garrick/The Flash enkel aangenomen om de bewoners van Earth-2 valse hoop te geven. Later blijkt dat de man in het ijzeren masker de echte Jay Garrick is. Hij was de Flash van Earth-3, maar werd gevangengenomen door Zoom. Zoom wou zijn snelheid stelen, maar dit lukte niet. Hij is de dubbelganger van Henry Allen, de recent overleden vader van Barry. Hij wordt vertolkt door John Wesley Shipp